# كأس جزيرة مان السياحية
كأس جزيرة مان السياحية (بالإنجليزية: Isle of Man Tourist Trophy)‏ هو سباق سباق دراجات نارية يقام بشكل سنوي في جزيرة مان والذي كان لسنوات عديدة يعدّ سباق الدراجات النارية الأشهر في العالم. هذا الحدث كان جزء من سباق الجائزة الكبرى للدراجات النارية الذي ينظمه الاتحاد الدولي للدراجات النارية من سنة 1949 إلى 1976 قبل أن يتم نقل سباق الجائزة الكبرى إلى المملكة المتحدة بعد مخاوف تتعلق بالسلامة وتسببت بمقاطعة الدراجين. أصبح السباق جزء من فورمولا تي تي من من سنة 1977 إلى 1990.